# Puzaši
Puzaši (Anguidae) su porodica unutar razreda gmazova koja obuhvaća oko 120 vrsta razvrstanih u 12 rodova. Žive u Europi, Aziji, Sjevernoj, Srednjoj i Južnoj Americi, kao i na Antilima.

## Osobine
Puzaši su vrlo raznovrsna porodica guštera. U toj porodici su zmijolike vrste bez nogu, kao što je obični sljepić, kao i izduženi oblici čije su noge zakržljale, ali i vrste s četiri noge koje imaju po pet prstiju. Kod svih puzaša su ljuske ojačane koštanim pločicama.
Mnoge vrste imaju bočno s obje strane tijela kožne nabore koji olakšavaju širenje tijela nakon uzimanja hrane, a omogućuju i istovremeno disanje. Korisni su i kod neophodnog širenja tijela puzaša u vrijeme razvoja i sazrijevanja jaja. 
Kao i kod gušterica, rep ovih životinja se u slučaju opasnosti vrlo lako se odbacuje. Nakon nekog vremena, on se regenerira, ali ne u potpunosti. Za razliku od zmija, puzaši imaju pokretne očne kapke, kao i vanjske slušne otvore.
Puzaši imaju snažne čeljusti, većinom snabdjevene s tupim kutnjacima. Većina puzaša se hrani kukcima i mekušcima, a neki i drugim gušterima i malim sisavcima. Samo mali broj vrsta rađa žive mlade. Većina polaže jaja.

## Sistematika
Svi rodovi ove porodice navedeni su u taksokviru. Ovdje se navodi njihovo razvrstavanje po pojedinim potporodicama:
- Potporodica Anguinae
  - rod Anguis
    - obični sljepić (Anguis fragilis)

  - rod Ophisaurus
    - blavor (Ophisaurus apodus)

  - rod Pseudopus
- Potporodica Diploglossinae
  - rod Celestus
  - rod Diploglossus
  - rod Ophiodes
- Potporodica Gerrhonotinae
  - rod Abronia
  - rod Barisia
  - rod Coloptychon
  - rod Elgaria
  - rod Gerrhonotus
  - rod Mesaspis